# Avid Media Composer
Avid Media Composer — компьютерная программа, относящаяся к категории профессиональных систем нелинейного видеомонтажа. Это флагманский продукт компании Avid Technology. Он был выпущен в 1989 году на Macintosh II в качестве автономной системы редактирования. С начала 1990-х годов программа Media Composer была доминирующей системой нелинейного монтажа в индустрии кино и на телевидении, сначала на операционной системе Mac, а затем и на Windows. Приложение Avid NewsCutter, предназначенное для монтажа новостей, и приложение Avid Symphony, предназначенное для окончательной отделки, также являются программными продуктами компании Avid. Они были выделены из программы Media Composer и имеют схожие с ней интерфейсы, также как и Avid Xpress Pro (разработка прекращена в 2008) и его предшественник Avid Xpress DV, которые были предназначены для нижнего сегмента рынка.

## Текущая версия
Программа Media Composer является автономным программным обеспечением, к которой пользователь может добавить определенные внешние плагины, разработанные в компании Avid. Они обеспечивают дополнительную поддержку форматов и интерфейсов ввода-вывода. Например, модуль Avid Mojo DX обеспечивает быструю обработку видео с разрешением 1920x1080 HD в дополнение к стандартной четкости. Этот интерфейс имеет SDI / HD-SDI входы и выходы, а также HDMI выходы. Устройства Avid Mojo, Avid Mojo SDI и Avid Adrenaline считаются устаревшими и их поддержка в данный момент прекращена.
Начиная с Avid Media Composer 6.0, Avid представила новый открытый интерфейс программирования приложений, который позволяет сторонним компаниям состыковать своё оборудование с программой Media Composer. AJA, Black Magic Design, Matrox, BlueFush и MOTU поддерживают этот интерфейс. Собственное аппаратное обеспечение, разработанное компанией Avid, по-прежнему изначально сопряжено с приложением, позволяя в настоящий момент осуществлять некоторые дополнительные функции, которые ограничены или отсутствуют в открытых интерфейсах программирования приложений. Ожидается, что с течением времени некоторые из этих отсутствующих функций будут в них добавлены.
Начиная с Avid Media Composer версии 5.0, компанией Avid была добавлена поддержка устройства Matrox MXO2 Mini, которое обеспечивает ввод-вывод материала вещательного качества, поддержку мониторинга и возможность осуществления различных преобразований. Хотя это устройство имеет входные разъёмы, Media Composer версий 5.0 и 5.5 поддерживает только лишь вывод через это устройство, а начиная с Media Composer версии 6.0, вы можете производить захват этим устройством. Устройство Matrox MXO2 Mini содержит композитные разъёмы для ввода-вывода аналоговых видео и аудио и разъёмы HDMI для ввода-вывода цифрового видео и аудио в SD и HD форматах. Устройство подключается к компьютеру либо с помощью кабеля, либо через ExpressCard или PCI Express слот.
Начиная с Avid Media Composer версии 5.5, компанией Avid была добавлена поддержка устройств AJA IO Express, то есть портативных устройств ввода-вывода аудио и видео, разработанных специально для соединения компьютеров с профессиональной видео аппаратурой. Это устройство позволяет осуществлять ввод и вывод видео в форматах SD и HD через SDI и HDMI порты. Он также имеет аналоговые аудио и видео выходы для мониторинга. Он подключается к настольному компьютеру или ноутбуку через ExpressCard или PCI Express слот.

## История развития аппаратного и программного обеспечения компании Avid
Программа Avid Media Composer, как автономное программное обеспечение, стала доступна только с июня 2006 года (когда вышла версия 2.5). До этого, Media Composer был доступен только в виде комбинации аппаратного и программного обеспечения, или, как система, сдаваемая под ключ (в том числе процессоры и мониторы).
В период с 1991 до 1998 года, существовали только версии Media Composer, которые работали исключительно на компьютерах семейства Macintosh, укомплектованных видеоплатами NuVista от компании Truevision. Первые версии программы Avid (США) поддерживали видео с разрешением 640x480, частотой 30 кадров в секунду, чересстрочной разверткой и сжатием «AVR». Для хранения информации использовались исключительно быстрые внешние диски SCSI (подключаемые через специальный SCSI ускоритель), а видео оцифровывалось в формате OMFI (Open Media Framework Interchange). В середине девяностых годов, 6-я и 7-я версии Media Composer использовали для своей работы видеоплаты ABVB, созданные компанией Avid, обеспечивающие видео вещательного качества. Они поддерживали видео с разрешением до 720x480 и сжатием «AVR77». При необходимости за отдельную плату оборудование могло быть доукомплектовано дополнительными платами, например, Pinnacle Alladin, или 16-битными 4- и 8-канальными аудио-платами от компании Avid (DigiDesign 442 и DigiDesign 888).
В 1998 году появление Avid Symphony ознаменовало переход от ABVB к аппаратному обеспечению Meridien, что позволило редактировать несжатое SD видео. Она также была первой версией программы Media Composer, которая была доступна для обеих операционных систем Mac OS и Windows. Версии Media Composer с 8 по 12 были построены на использовании аппаратного обеспечения Meridien. В это время началась поддержка соотношения сторон 16:9. Последняя версия Media Composer Meridien была выпущена в ноябре 2003 года.
В 2003 году появилась новая аппаратная линия Avid DNA (Digital Non-Linear Accelerator): Avid Mojo и Avid Adrenaline. Появление Avid Media Composer Adrenaline привело к тому, что нумерация версий программного обеспечения началась заново, так как программу назвали Avid Media Composer Adrenaline 1.0. В это время, компания Avid начала использовать формат MXF для медиа-файлов, появилась поддержка файлов OMFI.
Adrenaline был первой версией Avid Media Composer, которая поддерживала 24-битное аудио. Это также означало конец Film Composer и Media Composer Offline, так как Avid Media Composer Adrenaline содержал огромное количество видеоэффектов и переходов, необходимых для редактирования фильмов. С этого момента программа Avid стала поддерживать носители информации, соединяемые с компьютером посредством использования SCSI, PCI Express, SATA, IEEE 1394, Ethernet и волоконно-оптических интерфейсов.
В 2006 году вышел Avid Media Composer 2.5, который стал первой версией, позволяющей пользователю возможность приобретения и эксплуатации программного обеспечения без использования дополнительных внешних видеоустройств. Являясь только лишь программным обеспечением, Avid Media Composer использовал сторонние коммутационные блоки, как правило, соединяемые между собой через IEEE 1394 соединение, для захвата видео с цифровых SDI и аналоговых источников.
В 2008 году появились устройства Mojo DX и Nitris DX, заменившие собой Adrenaline. Они оба способны обрабатывать несжатое видео высокой четкости, а устройство Nitris DX предлагает более высокую скорость обработки видео и гибкость ввода-вывода.
Media Composer отличается от Avid Symphony тем, что в последней присутствуют такие опции, как вторичная цветокоррекция и
универсальный мастеринг.
Данное программное обеспечение защищено электронным USB ключом, который будет работать в обеих операционных системах Mac OS и Windows. В версии Avid Media Composer Adrenaline 3.5 ключ не является обязательным, и пользователи могут выбрать: активировать программу, используя активацию посредством программного обеспечения, или продолжать использовать свой электронный ключ, в то время как следующие версии Avid Media Composer стали продаваться исключительно с активацией посредством программного обеспечения. Программное обеспечение поставляется с инсталляторами как для Mac OS, так и для Windows, и может быть физически установлено на нескольких компьютерах, позволяя пользователю перемещать лицензии на программное обеспечение (или электронный ключ) между системами и/или компьютерами.
В коробочную версию Avid Media Composer также входит следующее стороннее программное обеспечение: Avid FX — 2D и 3D-композитинг и создание титров (также известное как Boris RED), Sorenson Squeeze — программное обеспечение для сжатия видео и аудио в форматах Windows Media, QuickTime, MPEG-1, MPEG-2, MPEG-4, Sonicfire Pro 5 — программа для создания музыки (включает в себя 2 CD диска с музыкальными треками), Avid DVD от компании Sonic — программное обеспечение для создания DVD и Blu-ray дисков (только в операционной системе Windows).

## Смонтированные фильмы
- Соучастник, Режиссёр: Майкл Манн (2004) Avid Media Composer
- Между небом и землёй, Режиссёр: Марк Уотерс (2005) Avid Media Composer Symphony
- Возвращение Супермена, Режиссёр: Брайан Сингер (2006) Avid Media Composer Symphony
- Когда рушатся плотины, Режиссёр: Спайк Ли (2006) Avid Media Composer и Symphony Nitris
- Трансформеры, Режиссёр: Майкл Бэй (2007) Avid Media Composer и Symphony Nitris
- Тёмный рыцарь, Режиссёр: Кристофер Нолан (2008) Avid Media Composer
- Железный человек, Режиссёр: Джон Фавро (2008) Avid Media Composer
- Трансформеры: Месть падших, Режиссёр: Майкл Бэй (2009) Avid Media Composer
- Аватар, Режиссёр: Джеймс Кэмерон (2009) Avid Media Composer
- Железный человек 2, Режиссёр: Джон Фавро (2010) Avid Media Composer
- Хищники, Режиссёр: Нимрод Антал (2010) Avid Media Composer
- Неудержимые, Режиссёр: Сильвестр Сталлоне (2010) Avid Media Composer
- Чёрный лебедь, Режиссёр: Даррен Аронофски (2010) Avid Media Composer
- 127 часов, Режиссёр: Дэнни Бойл (2010) Avid Media Composer
- Начало, Режиссёр: Кристофер Нолан (2010) Avid Media Composer Symphony 5
- Неуправляемый, Режиссёр: Тони Скотт (2010) Avid Media Composer
- Хроники Нарнии: Покоритель Зари, Режиссёр: Майкл Эптед (2010) Avid Media Composer
- Трон: Наследие, Режиссёр: Джозеф Косински (2010) Avid Media Composer Symphony

## История версий
| Год            | Операционная система               | Версия | Примечания |
| -------------- | ---------------------------------- | ------ | --- |
| 1989           | Macintosh                          | Avid/1 | Первая версия программы Avid. |
| 1992           | Macintosh                          |        | Поддержка видео с частотой 24 кадра в секунду. Появился формат OMF (Open Media Framework). |
| Jan 1993       | Macintosh                          |        | Модели 210 и 220 стоимостью 15000 и 24900 USD. |
| Dec 1994       | Macintosh                          | 5.2    | поддержка AVR27, многокамерное редактирование, цветовые и яркостные ключи в реальном времени, поддержка стрононних плагинов Photoshop. |
| Jul 1995       | Mac OS 7.5                         | 5.5    | Последняя версия, предназначенная для работы на аппаратуре Macintosh 68K. Встроенный QuickTime кодек, модуль трёхмерных эффектов. |
| Sep 1995       | Mac OS                             | 6.0    | Первая версия Media Composer, которая работала на видеоплатах ABVB, обеспечивающих видео вещательного качества. |
| March 1996     | Mac OS                             | 6.1    | Первая версия, работающая с шиной PCI. |
| Dec 1996       | Mac OS                             | 6.5    | Редактирование с использованием скриптов, поддержка AVR77. |
| Feb 1998       | Mac OS                             | 7.0    | Множество новых видеоэффектов: Рисование, анимация, цветовая коррекция и т. д. Появились модели MC 1000 (стоимостью 66500 USD) и MC 8000 (стоимостью 94625 USD). |
| 1999           | Mac OS 7.6 to 8.6                  | 7.2    | Последняя версия Media Composer, которая работала на видеоплатах ABVB. |
| 1999           | Mac OS 8.5.1                       | 8.0    | Первая версия Media Composer, которая работала на Meridien аппаратуре. Редактирование несжатого SD видео. |
| 1999           | Windows NT                         | 9.0    | Первая версия Media Composer, которая работала на Windows NT 4.0 (и аппаратуре Meridien). |
| 2000           | WinNT/Mac OS9                      | 10.0   | Поддержка SD видео с частотой 24 кадра в секунду на аппаратуре Meridien и операционной системе Mac OS. |
| 2001           | Win2K/Mac OS9                      | 10.5   | Поддержка Windows 2000. |
| 2002           | Win2K/Mac OS9                      | 11.0   | Появился инструмент «выделение прямоугольником» (только на Windows), поддержка DV. |
| Feb 2003       | Mac OS X                           | 11.7   | Первая версия, работающая на Mac OS X. |
| May 2003       | WinXP/Mac OS X                     | 1.0    | Первая версия Media Composer Adrenaline. |
| Nov 2003       | Win2K/Mac OS X                     | 12.0   | Последняя версия Media Composer, которая работала на Meridien аппаратуре. |
| Sept 2004      | WinXP/Mac OS X                     | 1.5    | Поддержка формата, появился инструмент «выделение прямоугольником» на Mac OS. |
| Dec 2004       | WinXP                              | 2.0    | Поддержка HD, 10-битного видео, ключ любого цвета. |
| March 2005     | WinXP                              | 2.1    | Поддержка P2, XDCam. |
| Dec 2005       | WinXP                              | 2.2    | Поддержка HDV. |
| 24 April 2006  | WinXP/Mac OS X                     |        | Появилось устройство Mojo SDI. |
| June 2006      | WinXP/Mac OS X                     | 2.5    | Поддержка HD на Mac OS, Media Composer стал автономным программным обеспечением. |
| Sept 2006      | WinXP/Mac OS X                     | 2.6    | Появились новые видеоэффекты. |
| March 2007     | WinXP/Mac OS X                     | 2.6.4  | Редактирование HD видео с низкой скоростью передачи данных. |
| May 2007       | WinXP/Mac OS X                     | 2.7    | Поддержка MacPro, скриптов ScriptSync. |
| Dec 2007       | WinXP/Mac OS X                     | 2.8    | Поддержка VC-1/MXF (SMPTE 421M). |
| June 2008      | WinXP & Vista/ Mac OS X            | 3.0    | поддержка «DX» аппаратуры, новый движок рендера (улучшена поддержка многопоточности и графического ускорения), поддержка кодека AVC-I. |
| Sept 2008      | WinXP & Vista/ Mac OS X            | 3.05   | Поддержка формата XDCAM 50mb, DNA аппаратуры на Mac OS 10.5.5. |
| Dec 2008       | WinXP & Vista/ Mac OS X            | 3.1    | Опция видеосопровождения (только для Windows). |
| March 2009     | WinXP & Vista/ Mac OS X            | 3.5    | Улучшенный доступ к файлам (AMA), Стабилизатор дрожжания, цветовая коррекция по ключевым кадрам, нативная поддержка XDCAM EX, временной код в QuickTime файлах, поддержка стереоскопического видео, активация приложения через программное обеспечение, 14-дневная загружаемая пробная персия.                                                               |
| Sept 2009      | WinXP & Vista/ Mac OS X            | 4.0    | Поддержка на одной последовательности видеофайлов с различными частотами кадров, вывод видео 1080p с частотой 24 кадра в секунду, поддержка GFCAM 50mb/100mb, обновлен набор сторонних плагинов. |
| Nov 2009       | WinXP & Vista/ Mac OS X            | 4.0.4  | Поддержка Mac OS X 10.6.3 «Снежный барс». |
| June 2010      | WinXP, Vista, Win7/ Mac OS X       | 5.0    | Поддержка доступа к файлам AMA для видеоэффектов RED, поддержка видеокамер Canon и видеофайлов, записанных в формате QuickTime, вывод видео в Matrox MXO2 Mini, инструмент «перетаскивание» из одного окна в другое, поддержка HD-RGB, импорт в формате AVCHD, поддержка SMPTE 436M, поддержка RTAS аудио плагина, поддержка операционной системы Windows 7. |
| March 2011     | WinXP, Vista, Win7/ Mac OS X       | 5.5.1  | Поддержка аппаратуры AJA Io Express, появился модуль, использующий кодек AVC-Intra для аппаратуры Nitris DX, опция «поиск фразы», поддержка интерфейсов аппаратуры EUCON. |
| August 2011    | WinXP, Vista, Win7/ Mac OS X       | 5.5.3  | Поддержка Mac OS X 10.7 «Лев». |
| November 2011  | Windows 7 x64/ Mac OS X 10.7       | 6.0    | 64-разрядное приложение, улучшенный пользовательский интерфейс (больше вкладок), переконструированный стереоскопический набор инструментов, открытый интерфейс программирования приложений (поддержка сторонней видео аппаратуры), поддержка микшеров аудио в форматах 5.1/7.1, поддержка RED EPIC и AVCHD в AMA.                                            |
| September 2012 | Windows 7 x64/ Mac OS X 10.7, 10.8 | 6.5    | Поддержка MXF AS-02, Удаленное редактирование с помощью опции Interplay Sphere, поддержка аудио интерфейсов стронних производителей, 64-голосное воспроизведение аудио, улучшенная перекомпоновка AMA, воспроизведение SD JPEG 2K, поддержка активных метаданных описания формата.                                                                           |